# Josef ibn Zaddik
Josef ben Jakob ibn Zaddik (geb. um 1075; gest. 1149 in Córdoba) war ein spanischer Rabbiner, Dichter und Philosoph und ein angesehener Talmudist.
Ab 1138 war er Dajjan in Córdoba, gemeinsam mit Maimon, dem Vater des Maimonides. Sein Ansehen fußt insbesondere auf seinen religionsphilosophischen Schriften (arabisch al-alam al-saghir, hebräisch übersetzt: sefer ha-olam ha-qatan, „Buch des Mikrokosmos“: Vergleich von Makro- und Mikrokosmos), die im Geist des Neuplatonismus in der Tradition des Isaak Israeli und des Salomo ibn Gabirol und insbesondere unter dem Einfluss der Lehren der „Lauteren Brüder“ entstanden.
Die „Lauteren Brüder“ (arabisch ihwan as-safa) waren Gruppen von asketischer Lebensart und einer verinnerlichten Religiosität innerhalb einer mystisch-neuplatonischen Richtung – Sufismus – des 10./11. Jahrhunderts im Islam. Ihr Einfluss war beträchtlich und erfasste auch jüdische Kreise – neben Josef ibn Zaddik beispielsweise auch Bachja ibn Pakuda, dessen Schriften sehr verbreitet waren.
Selbst auch poetisch tätig, war Josef ibn Zaddik mit Größen wie Jehuda ha-Levi befreundet.

## Werke
- Der Mikrokosmos des Josef ibn Saddik. Hrsg. von Saul Horovitz. Schatzky-Verlag, Breslau 1903.
- Yonah David: שירי יוסף אבן צדיק [The Poems of Joseph Ibn Zaddik]. American Academy of Jewish Research, New York 1982.
- Teresa Alsina Trias, Gregorio del Olmo Lete: El Diwán de Yosef ibn Ṣaddiq según la edición crítica de Yonah David. Editorial Ausa, Sabadell 1987.